# 年輕太陽黯淡佯謬

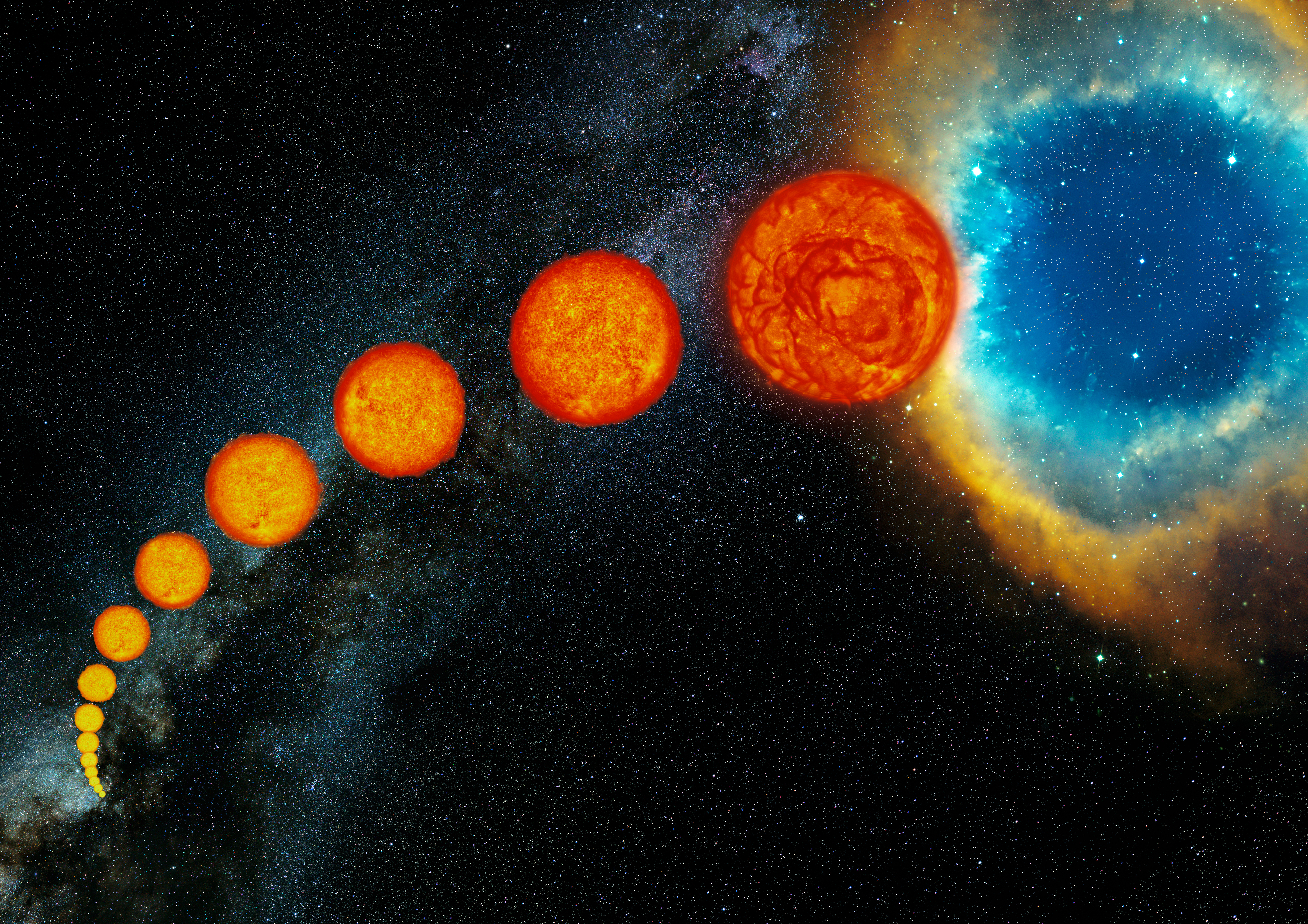
藝術家描繪的太陽這顆恆星的生命週期。從左下角的主序星開始，然後經過次巨星、巨星階段展開，直到它的外層氣殼被逐出，形成在右上角的行星狀星雲。

年輕太陽黯淡佯謬或年輕太陽黯淡問題是描述在地球歷史早期，有關液態水的觀測和天文物理學預期之間出現明顯矛盾的狀況。
這個懸而未決的問題在1972年被天文學家卡爾·薩根（Carl Sagan）和喬治·馬倫（George Mullen）提出。太陽早期輸出給地球的能量僅是現代的70%，以此推論早期地球應該處於完全冰封的情況。然而，研究發現地球表面在早期就已有液態水 ，並在很長的時間內維持著適合生命的氣候。
這個佯謬的擬議解決方案考慮了溫室效應、行星反照率的變化、天體物理影響或這些因素的結合。 事實證明，溫室氣體二氧化碳為最主要的因素。

## 早期的太陽能量輸出
在地球歷史的早期，太陽輸出的能量只有現在這個時期的70%。在當時存在的環境條件下，太陽輸出的能量不足以讓地球的海洋維持液體的狀態。天文學家卡爾·薩根和古生物學家馬倫在1972年指出，這與地質和古生物證據相悖。
依據標準太陽模型，與太陽相似的恆星在主序帶的生命期間，由於核融合引起的恆星核心收縮，應該會逐漸增加亮度。然而，依據預測在40億年（4 × 109年）前的太陽光度，即使當時的溫室氣體濃度與現在的地球相同，任何曝露在表面的液態水都會結冰。但是，地質紀錄顯示，除了大約24億年至21億年前的休倫冰河時期是寒冷的階段，整個地球早期表面的溫度記錄都是持續相對溫暖的。與水有關的沉澱物早在38億年前就被發現了。早期的生命形式暗示，早在35億年前就已經有生物了，並且基本的氨基酸和碳的同位素也非常符合現在發現的。

## 溫室假說
地球最初形成時，大氣層可能含有比現在更多的溫室氣體。二氧化碳的濃度可能較高，因為沒有細菌與光合作用將CO2氣體轉換為有機碳和氣態氧，估計其分壓與現今的大氣壓力，100 kPa（1.0 bar）一樣大。甲烷，一種非常活躍的溫室氣體，在大氣層中混合比估計為10−4（體積比為百萬分之100），與氧氣發生反應產生二氧化碳和水的現象也可能非常普遍
。
現時科學界認為，在這段太陽輻射較低的時期，地球大氣層中二氧化碳的濃度較今日高。地球早期大氣層的二氧化碳含量約為當前大氣層的 1000 倍，與地球碳循環和太陽的演化路徑一致。
達到如此高的二氧化碳濃度的主要機制是碳循環。 在大的時間尺度上，碳循環的無機分支，即碳酸鹽-矽酸鹽循環，決定了大氣和地球表面之間 CO2 的分配。 特別是在地表溫度較低的時期，降雨和風化率會降低，從而導致大氣中的二氧化碳得以在 50 萬年的時間尺度上積聚。
具體來說，科學家們透過將地球表示為單個點（而不是在 3 個維度上變化的東西）的一維模型，已經確定在45億年前（太陽光度比現時黯淡30%），地球大氣中二氧化碳的氣體分壓需要起碼大於0.1 巴才能使地球保持高於冰點的表面溫度。 二氧化碳分壓的最大可能值被認為是 10 巴。
然而，早期地球大氣層二氧化碳含量的確切水平仍在爭論中。 2001 年，Sleep 和 Zahnle 提出，在一個年輕的、構造活躍的地球上，海底風化的增加可能會降低二氧化碳水平。 然後在 2010 年，Rosing 等科學家分析了條狀鐵層的海洋沉積物，發現了大量各種富含鐵的礦物，包括磁鐵礦 (Fe3O4，一種氧化礦物)和菱鐵礦 (FeCO3，一種還原礦物) ，發現它們形成於地球歷史的上半段（而不是之後）。 該兩種礦物質的共存表明地球早期大氣中，二氧化碳和氫的水平之間曾存在相對的平衡。 在分析中，Rosing 等人將大氣中的氫濃度與生物產甲烷作用的調節聯繫起來。 因此，除二氧化碳外，產生甲烷的厭氧單細胞生物亦可能對早期地球變暖做出了貢獻。[20]
基於地質上對硫同位素的研究，一組科學家，包括東京工業大學的上野（Yuichiro Ueno），在2009年建議太古宙的大氣中存在著羰基硫化物（OCS，carbonyl sulfide）。羰基硫化物是一種高效的溫室氣體，科學家們估計，額外的溫室效應將足以防止地球結冰。
基於2013年的一篇論文："30-35億年古熱液石英流體包裹體中氮、氬同位素分析"，的結論是氮氣（dinitrogen）在古地球的熱概算中沒有發揮重要作用，而CO2的太古宙分壓可能低於0.7大氣壓。伯吉斯，論文的作者之一說："大氣中的氮氣含量太低，二氧化碳增加所提高的溫室效應，足以溫暖地球。雖然，我們的研究結果確實給出了比預期更高的二氧化碳壓力讀數 －與基於化石土壤的估算不一致，這可能足以抵銷年輕太陽太黯淡的影響，但還需要進一步的調查"。此外，S.M. Som 在2012－2016年的研究中，根據分析被困在古熔岩中的雨滴印記和空氣氣泡，進一步表明大氣壓力低於1.1巴，並且在距今27億年的一個世紀中可能低至0.23巴。
在最初推算的大陸沉積10億年後，地理植物學家海因里希·沃爾特（Heinrich Walter）和其他人爭辯說，非生物形式的碳循環提供了負溫度回饋。大氣中的二氧化碳溶解於液態水中，並與來自矽酸鹽風化作用的金屬離子相結合產生碳酸根。當大冰期時期，這一部分的循環可能被關閉。火山的碳排放將會由於溫室效應而重新開啟一個溫暖的時期。
根據雪球地球假說，地球的海洋可能有很多的時候是完全結冰的。最近的這一段時期大概是6.3億年前。然後，開始了多細胞生物的寒武紀大爆發。

## 充足的輻射熱

來自4種同位素的輻射熱隨著時間推移對地球內部熱源的影響。黃色：鉀^{40}，紅色：鈾^{235}，綠色：鈾^{238}，紫色：釷^{232}。
在過去，鉀^{40}和鈾^{235}的貢獻比現在高得多，因此整體的輻射熱輸出比現在高許多。

在過去，地熱釋放的衰变热，從鉀-40、鈾-235和鈾-238都比現在多得多。圖表的右側數字顯示鈾-235和鈾-238和現代的同位素比也有很大的不同，估計其比率相當於現代的低濃縮鈾。因此，天然鈾礦體如果存在，將如同一般普通水中的減速劑有能力支援天然核反應堆。因此，任何解釋這種悖論的企圖，無論是從衰變熱還是任何潛在的天然核裂變反應堆，都必須考慮到輻射的貢獻。
輻射熱引起地球升溫的主要機制不是直接加熱（即使在早期的地球投入的總熱量也少於0.1%），而是建立起地殼的高地溫梯度，從而產生更大的氣體釋出率，因而在早期的地球大氣中氣體析出率高，使得二氧化碳的濃度較高。此外，更熱的深層地殼會限制地殼礦物的吸水性，導致早期突出海洋的高反照率土地數量減少，從而使更多的太陽能被吸收。

## 充足的潮汐加熱
月球在數十億年前距離地球很近，因此產生相當大的潮汐加熱。

## 其他解釋

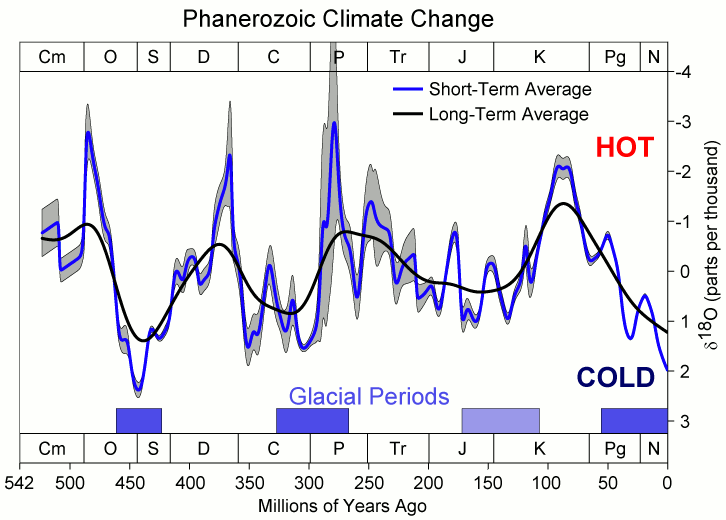
顯生宙的氣候變化

以色列-美國物理學家Nir Shaviv提出太陽風對早期地球氣候造成影響；並結合丹麥物理學家Henrik Svensmark 宇宙射線冷卻作用的假說，解釋悖論。依據Shaviv所說，早期太陽發出較現在強大的太陽風，抑制了宇宙射線而產生了保護作用。在那個時期，相較於現代適度的溫室效應，足以解釋地球未被冰凍的狀況。在隕石中發現太陽在早期更為活躍的證據。
大約在24億年前的溫度最小值伴隨著宇宙射線在銀河中的變星形成速率通量調變。減少的太陽撞擊，稍後的結果是宇宙射線流量（CRF，cosmic ray flux）撞擊的增強，這被假設是導致氣候變化的關係。
一個另類的太陽演化模型可以解釋年輕太陽黯淡的佯謬。在這個模型中，早期的太陽經歷了更長時期強大的太陽風輸出。這導致大量的太陽質量損失，大約佔了生命期損失的5-10%，這導致更加一致的太陽光度水準（當早期的太陽有更多的質量，到智能輸出比預期更多的能量）。為了解釋太古宙實彈的溫暖條件，這種質量的損失必須在大約10億年的時間間隔內發生。然而，隕石和月球樣本的注入記錄表明，太陽風通量的上升率僅持續了1億年。觀測與年輕太陽類似的[[大熊座π1]]（內階增九？）與恆星風輸出的這種摔落率相匹配，表明較高的質量損失率本身並不能解決佯謬  。
太古宙沉積物的檢測結果與高溫室氣體濃度的假說不一致。取而代之的，適度的溫度範圍可以用較少的大陸面積和"缺乏生物誘導的雲凝結核"來解釋。這將導致更多的太陽能吸收，從而補償較低的太陽能量產出。

### 创造科学的看法
创造科学认为，从太阳在三四十亿年前其实能量没有那么多的情况来看，其实是很难在主流科学论述中找到合理的解释。包括说其实温室气体在当时特别多的假设，以及月球当时更靠近地球，使到地球的涨潮比现在大得多而使海水不结冰的假设。因此唯一合理的解释，就是地球和太阳系的年龄很可能比主流科学认为的年轻许多。

## 其他行星
通常，年輕太陽黯淡佯謬是以地球的古氣候為框架。然而，這一問題也出現在其他行星的氣候背景下。

### 火星
火星地表顯示出過去液態水曾存在的明顯跡象，包括溢出河道、沖溝、經風化的隕石坑和河谷系統。 這些地貌特徵表明，在諾亞紀晚期（41-37億年前），火星表面有海洋和河流網絡，類似於現在的地球。 隨後，於赫斯珀里亞紀，大量的液態水從火星表面消失了。目前，火星表面又冷又乾燥。假設除了太陽的能量輸出改變之外，沒有其他的變化，這將意味著火星在過去理應比現在更冷、更乾燥。此外，與地球相比，由於火星距離太陽更遠，從太陽接收到能量較少。因此，火星在太陽系歷史早期理應更難於地表維持液態水。然而，這樣顯然與火星探索的經驗相違背，一切證據都表明火星過去是濕潤和溫暖的。對年輕太陽黯淡佯謬的解釋可能要考慮太陽風的流量，和經由太陽風流失質量的觀測。然而，到目前為止，對恆星的觀測和模型都不支持該理論。 
鑑於早期火星的軌道及與太陽之間的距離，溫室效應是讓早期火星維持溫暖的必要條件。溫室效應需要將火星表面溫度提高至少 65 K，以容許液態水於火星地表存在。 火星被認為曾經擁有密度更大、以二氧化碳為主的大氣層，使地表溫度得以升高。 火星早期大氣的二氧化碳水平則取決於整個前諾亞紀和諾亞紀的碳循環和火山活動的活躍程度。 揮發性釋氣亦被認為曾在上述時期發生。
確定火星是否曾經擁有較厚、富含二氧化碳的大氣層的一種方法是檢查碳酸鹽沉積物。 地球主要的碳庫形式是碳酸鹽-矽酸鹽循環。 然而，二氧化碳很難以這種方式在火星大氣層中積累，因為二氧化碳會因為被凝結而無法帶來溫室效應。
火山噴發的二氧化碳-氫氣溫室氣體是最近針對早期火星提出的一種可能情景。 甲烷的間歇性爆發可能是另一種可能性。 這種溫室氣體組合似乎是必要的，因為僅靠二氧化碳，即使壓力超過幾巴，也無法單獨解釋早期火星表面為何能達到液態水存在所需的溫度。

### 金星
金星大氣層由 96% 的二氧化碳組成，在數十億年前的這段時間裡，當太陽比現今黯淡 25% 到 30% 時，以及金星在經歷失控的溫室效應之前，金星的表面溫度可能比現今要低得多，其氣候可能類似於現在的地球，包括一個水文循環。

## 進階讀物
- Bengtsson, Lennart; Hammer, Claus U. . Cambridge University Press. 2004. ISBN 0-521-78238-4.